# TV-SAT 1
O TV-SAT 1 (também conhecido apenas por DFS-1) foi um satélite de comunicação geoestacionário alemão construído pela Aérospatiale, ele esteve localizado na posição orbital de 19,2 graus de longitude oeste e era operado pela Deutsche Telekom Bundespos (atual Deutsche Telekom). O satélite foi baseado na plataforma Spacebus 300 e sua expectativa de vida útil era de 8 anos. O mesmo saiu de serviço em fevereiro de 1988.

## História
Assim como o francês TDF, os satélites TV-SAT foram baseados na satélite Spacebus 300 e foram criadas pelo consórcio Eurosatellite da Aérospatiale e Messerschmitt-Bölkow-Blohm (MBB). As especificações técnicas do TV-SAT também são praticamente idênticos aos satélites TDF, e ambos os satélites partilharam o mesmo local geoestacionário perto de 19 graus de longitude oeste. A MBB era responsável pela atitude e sistemas de controle de órbita em ambos os TDF e TV-SAT usando os motores S400 e S10.
O TV-SAT 1 foi lançado em 21 de novembro de 1987, mas uma falha na implantação de um painel solar deixou as operações drasticamente reduzidas, e o satélite foi colocado em uma órbita cemitério em 1989.
O motivo da falha foi um painel solar que permaneceu em frente das antenas. Na verdade foram esquecidos dois parafusos da antena que foram apertados para o transporte antes do lançamento!

## Lançamento
O satélite foi lançado com sucesso ao espaço no dia 21 de novembro de 1987, às 02:19:00 UTC, por meio de um veículo Ariane 2, lançado a partir do Centro Espacial de Kourou, na Guiana Francesa. Ele tinha uma massa de lançamento de 2.136 kg.

## Capacidade e cobertura
O TV-SAT 1 era equipado com 5 (mais 1 de reserva) transponders em banda Ku que prestavam serviços telecomunicações à Alemanha.